# 타이케
타이케(스페인어: taique, 학명: Desfontainia spinosa 데스폰타이니아 스피노사[*])는 타이케속의 유일종으로 칠레가 원산지이다. 상록의 관목으로 약용 및 관상용으로 쓰인다. 키와 폭은 2 미터까지 자라고, 외관상으로는 호랑가시나무처럼 광택이 나는 어두운 녹색 잎을 지니고 있으며, 꽃은 광택이 나는 붉은 관상화로 꽃 끝이 노랗다.

## 특징
1843년, 윌리엄 로브가 재배용으로 유럽에 들여왔다. 이 속의 이름은 프랑스 식물학자 René Louiche Desfontaines의 이름에서 유래했다.
Hardy to -20 F / -5 C